# No Relax
No Relax sind eine spanisch-italienische Punkband.

## Bandgeschichte
No Relax wurden 2004 von Joxemi (dem Gitarristen von Ska-P) und Micky (zuvor Sängerin der italienischen Band „B.D.P.“) gegründet. Ihr erstes Album hieß Gridalo und wurde auf Italienisch gesungen. Das zweite Virus de Rebelion ist auf Italienisch und Spanisch erhältlich.

## Diskographie
- 2004: Gridalo
- 2006: Virus de Rebelion
- 2008: Indomabile
- 2011: ANIMAlibre